# San Millán/Donemiliaga
San Millán/Donemiliaga község Spanyolországban, Arabában. Lakosainak száma 720 fő (2024).

## Földrajza
San Millán/Donemiliaga Alegría-Dulantzi, Salvatierra/Agurain, Barrundia, Asparrena, Zalduondo, Oñati, Iruraiz-Gauna és Arraia-Maeztu községekkel határos.

## Népesség
A település lakosságának változását az alábbi diagram mutatja:
| Lakosok száma | 712  | 706  | 716  | 711  | 725  | 726  | 717  | 715  | 716  | 720  |
|               | 2001 | 2004 | 2006 | 2009 | 2011 | 2014 | 2016 | 2019 | 2021 | 2024 |